# Divine (rapper)
Divine, pseudonimo di Vivian Wilson Fernandes (Mumbai, 2 ottobre 1990), è un rapper indiano.

## Biografia
Originario di Mumbai, Divine ha incrementato la propria popolarità dopo aver registrato Bass rani, una collaborazione con Nucleya, che ha conseguito un Global Indian Music Academy Award per la miglior traccia EDM del 2016.
Il suo primo album in studio Kohinoor, messo in commercio nel 2019, ha ricevuto una certificazione di vendita dalla Indian Music Industry, così come Chal Bombay. Ha dato al via ad una tournée nazionale in svariate città a supporto del disco successivo Punya paap, il cui successo si è convertito nell'MTV Europe Music Award al miglior artista indiano del 2021.

## Discografia

### Album in studio
- 2019 – Kohinoor
- 2020 – Punya paap
- 2022 – Gunehgar
- 2024 – Street Dreams (con Karan Aujla)

### Singoli
- 2015 – Mere gully mein (feat. Naezy)
- 2016 – Jungli Sher
- 2017 – Farak
- 2018 – One Side
- 2018 – Kaam 25
- 2018 – Roots (feat. Raja Kumari)
- 2018 – Teesri manzil
- 2019 – Sock Them
- 2019 – Legends
- 2019 – Kohinoor
- 2020 – Salaam
- 2020 – Nahi pata (con Frenzzy, Sammohit e Shah Rule)
- 2020 – Bag (feat. Krsna)
- 2020 – Punya paap
- 2020 – Mirchi (feat. MC Altaf, Phenom & Stylo G)
- 2020 – Mera bhai
- 2021 – Jungle Mantra (feat. Vince Staples & Pusha T)
- 2021 – Kuch karne ka
- 2021 – Bach ke rehna (Red Notice) (con Badshah, Jonita Gandhi e Mikey Mccleary)
- 2024 – 100 Million (con Karan Aujla)
- 2024 – Out of this World (con Sean Paul e i Kes)
- 2024 – Triple OG (con Phenom)